# Deutz-Fahr
Deutz-Fahr — немецкая компания, производитель сельскохозяйственной техники и тракторов, вышедшая под началом таких брендов как Deutz и Fahr (нем.), и объединившая под собой сельскохозяйственный сектор концерна Klöckner-Humboldt-Deutz AG (KHD, англ.). С 1995 года Deutz-Fahr принадлежит итальянскому концерну SAME DEUTZ-FAHR, который в ноябре 2015 года сменил название на SDF.

## История
Компания основана в 1977 году.
В 1977 году начато производство двигателей новой серии DX, которая была представлена уже в следующем году. Серия дизельных моторов с пятью и шестью цилиндрами охватывала диапазон мощности от 80 до 160 лошадиных сил. В 1980 году эта серия была дополнена моделью 07er с четырьмя цилиндрами.
В 1982 году компания начала производство по лицензии в Хорватии.
С 1990 года начато производство тракторов AgroXtra.
В 1991 году представлен новый комбайн серии TOPLINER.
С 1995 года компания Deutz-Fahr присоединилась к итальянской группе SAME (англ.) / Lamborghini / Hürlimann (нем.), впоследствии переименованной в SAME DEUTZ-FAHR (SDF). И уже в том же году была представлена серия AGROTRON.
В 1996 году производство тракторов из Кёльна было переведено в Лауинген. В этом году начато производство кормоуборочного комбайна Gigant 400. В 2001 году был представлен Agrotron TTV с бесступенчатой трансмиссией.
В 2002 году производство комбайнов на заводе в Лауингене была остановлено. Вместо этого, Deutz-Fahr приобрела завод комбайнов в Хорватии в 2005 году, в настоящее время комбайны изготавливаются непосредственно самой компанией.
С 2004 года начато производство погрузчиков Teleskoplader, в рамках сотрудничества с JLG Industries (англ.).
Благодаря сотрудничеству с аргентинской компанией Vassalli Fabril (англ.) был представлен первый роторный комбайн марки Deutz-Fahr.
В 2009 году начато производство серии Agrotrac, которая предназначена для стран с менее строгими нормами выбросов.
В 2013 году была представлена серия комбайнов C9000.
На сегодняшний день[когда?] собрано и эксплуатируется более 1 000 000 тракторов по всему миру.
Сборка техники в России открыта в 2009 году.